# Sofonisba
Sofonisba foi uma princesa cartaginesa, casada com dois reis da Numídia, Sífax e Massinissa. Sofonisba era filha de Asdrúbal Giscão, e foi prometida por seu pai em casamento a Massinissa. Asdrúbal, vendo que Sífax era favorável à causa romana, e desejando trazê-lo como aliado, ajudou-o a conquistar o território que Massinissa herdou do seu pai, e ainda deu Sofonisba em casamento a Sífax.

## História
Sofonisba era bela, teve uma excelente educação literária e musical, era inteligente e capaz de cativar qualquer um com a sua visão ou o som de sua voz. Sífax passou para o lado de Cartago, enquanto que Massinissa se aliou aos romanos.
Quando os cartagineses temeram que Massinissa fosse se unir a Públio Cipião, fizeram com que Sífax devolvesse os territórios de Massinissa, mas ele estava mais irritado por causa de Sofonisba do que por causa do reino, e fingiu estar aliado aos cartagineses, mas estava ajudando os romanos. Sífax estava aliado aos cartagineses, mas fingindo estar aliado aos romanos, e enviou uma mensagem a Públio Cipião para que ele não cruzasse até a África. Cipião imediatamente cruzou para a África, e combinou com Massinissa um estratagema: quando as forças romanas lutaram contra as forças cartaginesas comandadas por Hanão, os romanos recuaram, e, quando os cartagineses os perseguiram, foram atacados pela retaguarda por Massinissa, o que levou a que vários deles fossem capturados, inclusive Hanão. Adrúbal pegou a mãe de Massinissa como refém, e trocou pelo seu filho. A partir de então, Sífax tornou-se abertamente um aliado de Cartago.
Quando a aliança entre romanos e Massinissa derrotou e capturou Sífax, o levaram para seu palácio em Cirta e, mostrando-o, conseguiram a rendição dos defensores.  Sofonisba estava no palácio, e Massinissa correu até ela, dizendo que tinha Sífax e ela, mas que ela não seria uma prisioneira, e casou-se com ela, antecipando as ações dos romanos, que poderiam tratá-la como espólio de guerra.
Cipião, ao ver Sífax acorrentado, chorou, porque ele pensou que aquele homem havia tido a prosperidade de um rei, e mandou que ele fosse desacorrentado, tratando-o com delicadeza, e mesmo convidando-o para sua mesa. Cipião perguntou a Sífax porque ele havia trocado de lado, e este respondeu que foi por causa de Sofonisba.
Ela então tentou levar Massinissa para a causa cartaginesa, porém Sífax, que era grato a Cipião pelo tratamento recebido, avisou a Cipião sobre o comportamento da sua ex-esposa  e disse que Sofonisba levaria Massinissa à causa cartaginesa.
Cipião exigiu que ela fosse levada à sua presença, e, quando Massinissa interveio, levou uma admoestação de Cipião. Massinissa enviou-lhe veneno, e forçou ou convenceu Sofonisba a se suicidar.
Sífax e seu filho Vermina foram levados à Itália, onde ganharam uma propriedade em Alba; após a morte de Sífax, que recebeu um funeral honroso, seu filho foi restaurado aos domínios africanos que eram de Sífax.